# Manuel Pozzerle
Manuel Pozzerle (Verona, 4 febbraio 1979) è uno snowboarder italiano.

## Biografia
Nato a Verona nel 1979, inizia a praticare lo snowboard a 17 anni, nel 1996. Nel settembre 2008, a 29 anni, è coinvolto in un incidente motociclistico a causa del quale gli viene amputata la mano sinistra. 
Entra nel mondo dello snowboard paralimpico nel 2013 e nel 2014 arriva in Nazionale. L'anno successivo è di scena ai Mondiali di La Molina, in Spagna, dove ottiene due medaglie: un oro nello snowboard cross e un bronzo nel banked slalom.
A 39 anni appena compiuti, partecipa ai suoi primi Giochi Paralimpici, quelli di Pyeongchang 2018, dove vince la medaglia d'argento nella gara di snowboard cross, categoria SB-UL (amputati agli arti superiori), perdendo soltanto in finale, contro l'australiano Simon Patmore, ex velocista, bronzo alle Paralimpiadi estive di Londra 2012 nei 200 metri T46.

## Palmarès

### Giochi paralimpici
- 1 medaglia:
  - 1 argento (Snowboard cross, categoria SB-UL (amputati agli arti superiori), a Pyeongchang 2018)

### Campionati mondiali
- 2 medaglie:
  - 1 oro (Snowboard cross a La Molina 2015)
  - 1 bronzo (Banked slalom a La Molina 2015)